# 碁点温泉
碁点温泉（ごてんおんせん）は、山形県村山市（旧国出羽国、明治以降は羽前国）にある温泉。

## 泉質
- 塩化物泉
  - 源泉温度60℃

## 温泉街
最上川三難所といわれる碁点の川沿いに、一軒宿の「クアハウス碁点」が存在する。
一軒宿であるが、その規模は大きく、また風呂などの施設が充実しているのが特徴である。また、日本的な温泉宿というよりもヨーロッパのスパリゾートを意識した造りとなっている。

## 歴史
開湯は昭和53年である。ボーリングにより源泉が開発された。
開湯から7年後の昭和60年3月19日 - 環境庁告示第19号により、国民保養温泉地に指定された。また、国民保健温泉地にも指定されている。

## アクセス
- 鉄道：山形新幹線村山駅よりバス又はタクシーで約10分。